# Ярута Олексій Михайлович
Олексі́й Миха́йлович Яру́та (* 1926) — український лісівник.

## Життєпис
Учасник Другої світової війни. 1958 року закінчив лісогосподарський факультет Української академії сільськогосподарських наук.
1958 року почав працю у лісгоспзазі головним інженером, з 1960 по 1986-й працював головним лісничим. Протягом 1986—1990 років працював майстром лісу Боринського лісництва.
За час його роботи вирощування посадкового матеріалу досягло 5,3 млн штук — використовувався щорічно на посадку 150 га в держлісфонд та 70 га на ярах і балках, землях колгоспів й радгоспів; лісозахисні роботи проводились на площі 1500 га. Проводилася заготівля зеленої маси, виготовляли трав'яне борошно, були закладені ферми ВРХ, свиней, овець, коней. На грибоварних пунктах заготовлювали гриби — як мариновані, так і сухі. Здійснювалася заготівля дикоростучих плодів і ягід, лікарської сировини, також заготівля м'яса.
За керівництва Олексія Ярути було створено Турківський селекційний розсадник.

### Нагороди
- орден «Вітчизняної Війни ІІ ступеня»,
- орден «Богдана Хмельницького ІІ ступеня»,
- орден «Слави ІІІ ступеня»
- орденом «За мужність»,
- медаль «За відвагу»,
- медаль «За бойові заслуги»,
- медаль «За Перемогу над Німеччиною»,
- медаль «За Перемогу над Японією»
- рядом ювілейних медалей
- знаки «За бездоганну службу в лісовій охороні» — 10 років, 20 років, 30 років,
- Почесні Грамоти Міністерства лісового господарства УРСР і Облукрлісгоспзагу.